# لي سون-أوك
لي سون-أوك (بالإنجليزية: Lee Soon-ok)‏ (من مواليد عام 1947 في تشونغ جين بكوريا الشمالية) هي مُعتقلة سياسية سابقة بكوريا الشمالية ومؤلفة كتاب «عيون الحيوانات الراحلة»: مذكرات سجون امرأة كورية شمالية، حيث وصفت حبسها واتهامها زورًا وتعذيبها في ظروف وحشية وادعاء ارتكابها جرائم ضد الدولة وإطلاق سراحها من السجن ونفيها من البلاد.أقامت سون-أوك في كوريا الجنوبية منذ مغادرتها كوريا الشمالية.

## اعتقالها
كانت لي مديرة في مكتب حكومي كوري شمالي قام بتوزيع السلع والمواد على شعب البلاد عندما اتهمت زورًا بعدم الأمانة في عملها. تعتقد سون-أوك أنها كانت واحدة من ضحايا الصراع على السلطة بين حزب العمال وشرطة الأمن العام.
بعد إلقاء القبض عليها، تعرضت للتعذيب الشديد والتهديد لأشهر ولكنها حافظت على رباطة جأشها. ومع ذلك، فإن الوعد الذي قدمه المحقق بعدم اتخاذ أي إجراء عقابي ضد زوجها وابنها إذا اعترفت - وهو الوعد الذي اكتشفت بعد ذلك أنه مزيف - أقنعها أخيرًا بالاعتراف بالتهمة الموجهة إليها.
لمدة ست سنوات، سجلت لي تجربتها في معسكر الاعتقال كايشون حيث تحدثت عن عمليات الإجهاض القسري، ووأد المواليد، وحالات الاغتصاب، وعمليات الإعدام العامة، واختبار الأسلحة البيولوجية على السجناء، وسوء التغذية، وأشكال أخرى من الظروف اللاإنسانية والفساد.
لم يتم توضيح سبب إطلاق سراحها، إلا أن لي تشتبه أن المسئولين عن سجنها خضعوا لتحقيقات من قِبَل أعضاء أعلى رتبة في حكومة كوريا الشمالية.
هروبها
كتبت لي بعد الإفراج عنها عدة رسائل احتجاج للزعيم الكوري الشمالي كم جونغ إل عن معاملتها القاسية في المخيم ولكنها لم تتلق ردًا، وتم تهديدها في نهاية المطاف بعواقب غير محددة إذا كتبت المزيد من الحروف. تمكنت لي من الالتقاء مع ابنها والهروب من كوريا الشمالية بعد ذلك بوقت قصير، بعد أن تحولت إلى المسيحية. اختفى زوجها أثناء سجنها ولم تسمع عنه منذ ذلك الحين.
منذ أن هربت لي مع ابنها عبر الصين إلى كوريا الجنوبية في عام 1995، كتبت لي «عيون الحيوانات المتوحشة: مذكرات سجون امرأة كورية شمالية»، وهي مذكرات عن فترة سجنها لمدة ست سنوات بتهم زائفة في معسكر الاعتقال كايشون. شهدت لي أمام الكونغرس الأمريكي وتحدثت في الكنائس في جميع أنحاء العالم. وقدّرت أنه كان في معسكرها وحده ما لا يقل عن 6000 سجين سياسي. تضررت صحة لي جزئيًا بسبب التعذيب الجسدي الذي تعرضت له لأكثر من عام، بما في ذلك على سبيل المثال لا الحصر التعذيب بالمياه.
حصلت لي بجانب زملائها الناشطين في مجال حقوق الإنسان في كوريا الشمالية والمُعتقلين السابقين كانغ تشول هوان وهيوك (وكلاهما كانا معتقل في معسكر اعتقال يودوك)، على جائزة الديمقراطية من الصندوق القومي الأمريكي، وهي جائزة غير ربحية في يوليو 2003.

## روابط خارجية
- "A survivor: Soon Ok Lee", Crisis in the Koreas, MSNBC, 2003
- "Soon Ok Lee", World Christian Ministries
- "Interview: Soon Ok Lee", AsiaLink, 2003
- Martin, Bradley K. "Under the loving care of the fatherly leader", 2004; p. 611
- "The Hidden Gulag: Exposing North Korea’s Prison Camps", Committee for Human Rights in North Korea
- "Praying for a Revolution in North Korea"[وصلة مكسورة], Persecution.tv; pp. 6–7